# Ozsogina
Az Ozsogina  (oroszul: Ожогина) folyó Oroszország ázsiai részén, Jakutföldön; a Kolima bal oldali mellékfolyója.

## Földrajz
Hossza: 523 km, vízgyűjtő területe: 24 300 km², évi közepes vízhozama a torkolatnál: 170 m³/s.
A Moma-hegységben eredő két forráság: a jobb oldali Gyelkju (137 km) és a bal oldali Szulakkan (166 km) egyesülésével keletkezik. Onnantól kezdve az Ingyigirka és a Kolima között hosszan elterülő mocsaras lapályon folyik kelet–délkelet felé.  
Medre a felső folyásán 50 m, alsó folyásán max. 300 m széles. Kiterjedt árterét számtalan lefűződött holtág borítja, vízgyűjtőjén több mint 2800 állóvíz található. Októbertől májusig befagy, helyenként fenékig.
Legtöbb mellékfolyója a délebbre fekvő Moma-hegység vizeit gyűjti össze. Jelentősebb mellékfolyók: 
- a jobb oldali Csocsoljugjun (208 km) és Sziljap (191 km)
- a bal oldali Hoszka (297 km).